# Alexander Mebane
Alexandre Mebane Jr. (Contea di Lancaster, 26 novembre 1744 – Hawfields, 5 luglio 1795) è stato un politico e generale statunitense.
È stato un membro del Congresso degli Stati Uniti dal 1793 al 1795.

## Biografia
Nato nella contea di Lancaster, si trasferì con la famiglia nella cittadina di Hawfields, nello stato della Carolina del Nord, frequentando le scuole pubbliche della contea di Orange. Fece parte del congresso provinciale del Nord Carolina (camera legislativa della colonia indipendente del Nord Carolina tra il 1774 e il 1776). Venne nominato giudice di pace nel 1776, e poi sceriffo della contea di Orange (Orange County) nel 1777. Tra il 1783 e il 1784 fu consigliere del distretto di Hillsborough (cittadina della contea di Orange).
Mebane partecipò alle assemblee di Hillsborough (nel 1788) e di Fayetteville (nel 1789) che ratificarono la Costituzione degli Stati Uniti. Divenne deputato della camera bassa dello stato del Nord Carolina nel 1787 fino al 1792. Nel 1792 venne eletto al Congresso degli Stati Uniti (terza legislatura dal 1793 fino al 1795) durante il secondo mandato del presidente George Washington. Mebane fu anche un generale della milizia della Carolina del Nord.
La città di Mebane, nella Carolina del Nord, fu denominata così in suo onore.
Morì nel 1795 presso Hawfields, poco dopo la scadenza del proprio mandato al Congresso.